# Пахлаван Махмуд
Пахлаван Махмуд (перс. پهلوان محمود‎, тадж. Паҳлавон Маҳмуд, узб. Pahlavon Mahmud, 1247—1326, Хива) — персидский поэт из Хорезма, просветитель, философ и суфий. 
Пахлаван Махмуд национальный герой (богатырь) хорезмийцев и персов. В Иране более известен как Пурья-йе Вали, это прозвище было дано Пехлевану Махмуду в Хорезме. Его могила находится либо в Хое (Иран), либо в Хиве (Узбекистан). В 2008 году в Иране вышел мультсериал про учеников Пахлавана Махмуда под названием «Герои» (перс. پهلوانان‎ — Pahlevānān, англ. The Heroes).

## Биография
Родился в 1247 году. Был сыном скорняка. По преданию, это произошло при въезде в Хиву, в телеге отца — переселенца из Гурганджа, старой столице Хорезма. Махмуд унаследовал от отца мастерскую. Но это было не основным его занятием: он был пахлаваном (перс. پهلوان‎ — богатырь) — борцом, который выступал на соревнованиях. Поэтому часто известный как Пахлаван Махмуд. Он часто ездил разные государства (прежде всего на территориях современных Узбекистана, Туркменистана, Ирана, Афганистана, Пакистана и Индии), где принимал участие в соревнованиях, что приносило средства к существованию и славу непобедимого борца.
Когда в 1325 или 1326 году Махмуд умер, его похоронили во дворе его мастерской. Это место быстро превратилось в поклонение. В 1701 году здесь сооружена небольшая усыпальница, а по приказу Шахнияз-хана была обустроена его гробница в Хиве. В 1810 году состоялось перестроение на величественный мавзолей. В 1913 году состоялись последние достройки к нему. Мусульманское духовенство объявила Махмуда святым, в Хиве он долгое время считался пиром, то есть святым покровителем города. Со временем его мавзолей превратился в место захоронения хивинских ханов.
После его смерти хивинцы именем Махмуда назвали канал, орошающий хивинский оазис — канал Палван-яб. Его именем назвали городские ворота: Палван-дарваза. Туркмены-иомуды, что кочевали по соседству с Хивой, литературный псевдоним Пахлаван Махмуда — Перья-вали, сделали своим военным кличем: пугая врагов этим именем, они бросались в битву.

## Творчество
В его активе есть несколько масневи, кита, газелей и около 100 рубаи (по другим версиям их 300), которые делятся на два дивана (сборника), которые отличались совершенством формы и глубиной содержания.
Философские стихи воспроизведены на стенах мавзолея, где похоронен Махмуд. Первым из европейцев, кто установил прямую связь между Пахлаваном Махмудом и автором написанных над куполом мавзолея рубаи, был венгерский востоковед и путешественник Арминий Вамбери, который посетил Хиву во второй половине XIX века под видом странствующего дервиша. На данный момент кроме этих стихов ничего от творчества Махмуда не сохранилось. Также не сохранилась музыка, которую сочинял Махмуд, осталось лишь упоминание, что он был музыкантом.
Творчество Пахлавана Махмуда сыграло особую роль в формировании и развитии таджикской поэзии следующей эпохи.

## Философия
В своих философских размышлениях Пахлаван Махмуд разрабатывал понятие нравственности, мужества, доблести. Он был одним из столпов суфийского течения «Жавонмардлик» («Отвага молодости»), основные принципы которого — щедрость души, милосердие, благородство, скромность и покорность Создателю.